# Koniotomie

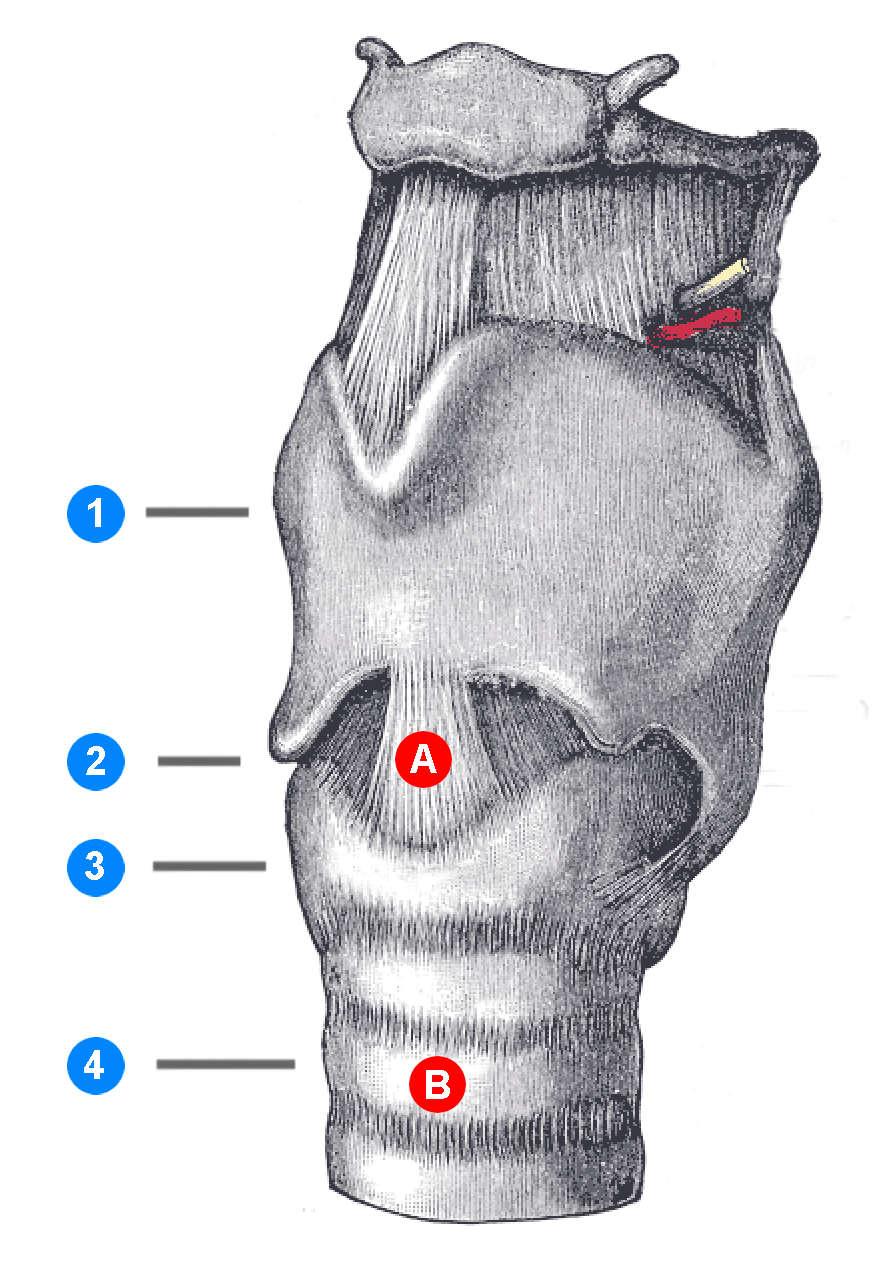
(1) Schildknorpel
(2) Ligamentum cricothyroideum
(3) Ringknorpel
(4) Luftröhre
(A) Lokalisation der Koniotomie
(B) Lokalisation der Tracheotomie

Unter einer Koniotomie (synonym: Konikotomie und Krikothyreotomie – von griechisch κωνος = Kegel / κρίκος = Ring / θυρεός = Schild / τομή = Schnitt, umgangssprachlich auch Luftröhrenschnitt genannt) versteht man das Eröffnen der Atemwege in Höhe des Kehlkopfes bei akuter Erstickungsgefahr. Sie ist eine medizinische lebensrettende Notfallmaßnahme, die nur selten und nur als letztes Mittel zum Einsatz kommt.
In der Notfallmedizin wird sie im Rahmen des Airway-Managements durchgeführt, wenn die Atemwege oberhalb des Kehlkopfes verlegt sind und die Atmung anders (z. B. durch Intubation oder Beatmung) nicht gesichert werden kann und dadurch der Erstickungstod droht. Sie ist ein medizinischer Notfalleingriff und auf keinen Fall eine Maßnahme des Laien im Rahmen der Ersten Hilfe. Sie stellt das Mittel der ersten Wahl bei einer cannot-intubate-cannot-ventilate-Situation dar, wenn also weder eine Beatmung mit einer Maske (im weitesten Sinne also auch Larynxmaske o. ä.) noch eine Intubation möglich ist.
Die Koniotomie stellt nur ein provisorisches Verfahren zur vorübergehenden Oxygenierung des Blutes dar, um den Tod durch Sauerstoffmangel zu verhindern. Um Komplikationen zu verhindern, wird der Patient nach einer Koniotomie schnellstmöglich intubiert oder tracheotomiert. Die endotracheale Intubation bei Diphtherie wurde bereits 1885 durch Joseph O’Dwyer (1841–1898) angewendet.

## Verfahren

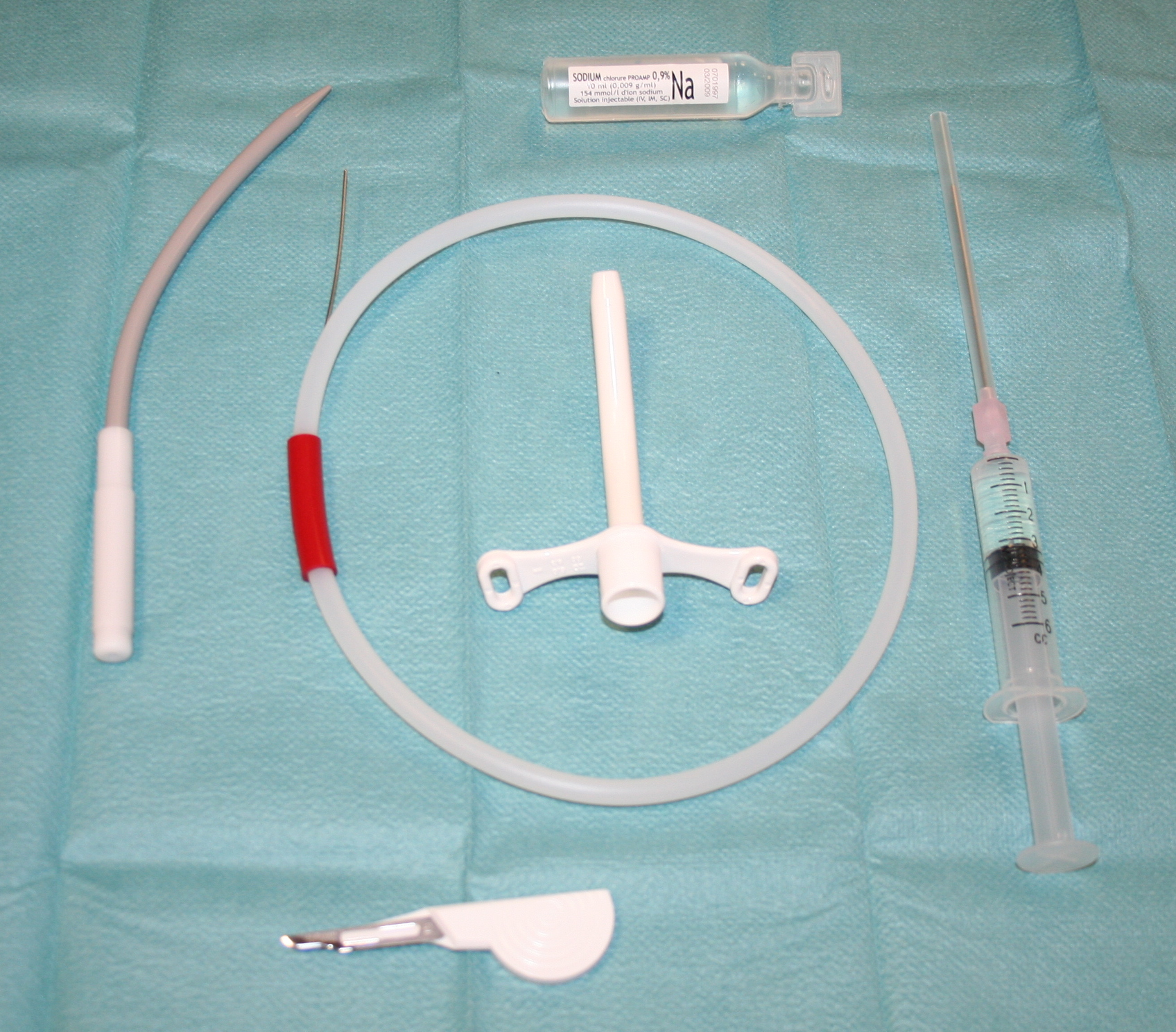
Punktionsset mit Skalpell (unten), Punktionsspritze (rechts), Dilatator (links), Führungsdraht (rund) und eigentlicher Kanüle (Mitte)

Der Zugang zum Atemtrakt wird in Höhe des Kehlkopfes hergestellt. Dabei wird die Membran (Ligamentum conicum, die freie Stelle des Ligamentum cricothyroideum) zwischen Ringknorpel und Schildknorpel eröffnet.
Bei der Koniotomie wird die Haut über der Membrana cricothyroidea mit dem spitzen Skalpell etwa drei Zentimeter längs inzidiert (siehe Abbildung, blinkende rote Linie). Hiernach wird die eigentliche Membran nach Ertastung unterhalb des Adamsapfels (Prominentia laryngea) mittels Skalpell horizontal durchtrennt, um eine mögliche Varietät, die Arteria thyreoidea ima (zusätzliches Gefäß aus dem Aortenbogen zur Versorgung der Schilddrüse), nicht zu verletzen. In die entstehende Öffnung wird dann ein Endotrachealtubus (etwa der Größe Charrière (Ch.) 20, also mit einem Außendurchmesser von 6,9 mm und einem Innendurchmesser von 5,0 mm) vorsichtig vorgeschoben, über den eine Beatmung möglich ist. Der Tubus wird am besten unter Verwendung von Gleitgel auf einen Führungsdraht geschoben. Es empfiehlt sich, vor dem Eingriff den Kopf im Nacken zu reklinieren, also nach hinten zu beugen. Der Tubus wird dabei kleiner als bei der Intubation gewählt.
Meist werden jedoch Punktionsverfahren zur Trachealpunktion (Punktion der Luftröhre) angewandt. Dabei wird mittels einer Metallkanüle mit einem Durchmesser von etwa 4 mm das Ligamentum conicum punktiert. Eventuell wird dabei ein Trokar eingesetzt oder die Seldinger-Technik angewandt, wobei die Membran mit einer dünnen Kanüle punktiert wird, über die dann ein Führungsdraht eingeführt wird. Nach Entfernung der Kanüle kann über den Führungsdraht der Beatmungsschlauch eingeschoben werden, über den der Patient dann beatmet werden kann. Hierfür existieren auch fertige Systeme, wie beispielsweise das Quicktrach-Koniotomieset.

Bei der Koniotomie oder auch Cricothyrotomie wird der Hautschnitt etwa 3 cm längs (= vertikal) ausgeführt – rot blinkend in der Grafik. Die eigentliche Inzision durch die Membrana cricothyroidea, also zwischen dem Schildknorpel Cartilago thyroidea und dem Ringknorpel Cartilago cricoidea, hingegen quer, also horizontal.

## Geschichte
Nach erfolgreichen Versuchen an Hunden publizierte Vicq d’Azyr im 18. Jahrhundert die Querspaltung des Ligamentum cricothyreoideum. Diese neue Operationsmethode wurde unter anderem von Chopart und Desault positiv bewertet und von John Hunter bei Croup erfolgreich angewendet.